# European MALE RPAS
Das European MALE RPAS (medium-altitude, long-endurance remotely piloted air system), häufig auch nur als EuroMALE oder Eurodrone bezeichnet, ist ein PESCO-Projekt zur Entwicklung einer gleichnamigen europäischen Drohne für die Boden- und Seeraumüberwachung und Luftnahunterstützung (Bewaffnung). An dem Projekt sind vier europäische Nationen (Deutschland, Frankreich, Italien und Spanien) beteiligt, wobei die Entwicklung in erster Linie von Airbus Defence and Space als Auftragnehmer geleitet werden soll, mit Dassault und Leonardo als Unterauftragnehmern.

## Entwicklung
Die Entwicklung der EuroMALE geht auf einen Vorschlag der OCCAR zurück, die im Jahre 2013 unter der Bezeichnung „MALE 2020“ ein europäisches Drohnenprogramm forderte, nachdem die Cassidian Talarion 2012 und die zivile Nutzung der Euro-Hawk im Zuge der gleichnamigen Affäre gescheitert war. Zu diesem Zeitpunkt war der Bedarf nach MALE-Drohnen, die in mittlerer Flughöhe lange Zeit im Zielgebiet Echtzeit-Aufklärung leisten können, bereits sehr hoch, wie u. a. die Einsätze in Afghanistan zeigten. Trotz des hohen Bedarfs stand kein europäisches Muster zur Verfügung, sondern nur die amerikanische MQ-9 Reaper, welche von Großbritannien, Frankreich und Italien angeschafft wurde, und die israelische Heron, die von der Bundeswehr geleast wurde. Da die Drohnentechnologie als ein Schlüsselelement in der zukünftigen Verteidigungspolitik angesehen wird, bestand aus industriepolitischer Sicht die Notwendigkeit zur Entwicklung eines europäischen Musters. Zu diesem Zweck wurden im Mai 2015 von Deutschland, Frankreich, Italien und Spanien eine Absichtserklärung zur gemeinsamen Entwicklung unterzeichnet. Offizieller Programmstart war im September 2016. Auf der ILA 2018 wurde das erste Mock-Up der EuroMALE vorgestellt.
Als Ausgangsgrundlage für die EuroMALE griff man auf die Talarion von Cassidian zurück. Allerdings werden nun Turboprop-Motoren statt Strahltriebwerken verwendet und das Höhenleitwerk wird in T-Form ausgeführt. Im Vergleich zur amerikanischen MQ-9 Reaper ist die EuroMALE mehr als doppelt so schwer und weist eine höhere Zuladung auf. Des Weiteren ist ein EO/IR-Sensor am Bug vorhanden.
Im März 2019 stellte die EU-Kommission 100 Millionen Euro für die weitere Entwicklung der Eurodrone bereit. Mit Stand November 2020 ist ein Erstflug im Jahr 2025 vorgesehen; der Beginn der Auslieferung an die Streitkräfte wurde für das Jahr 2028 geplant.
Im April 2021 billigte der Haushaltsausschuss des deutschen Bundestages die Freigabe von 3,7 Mrd. Euro für die weitere Entwicklung und Beschaffung der für die Bundeswehr vorgesehenen Drohnen. Insgesamt sollen zunächst 63 Geräte gebaut werden. Deutschland erhält davon mit 21 Luftfahrzeugen und zwölf Bodenstationen den größten Anteil. Italien sagte den Kauf von 15 Drohnen zu, Spanien und Frankreich wollen jeweils zwölf Drohnen. Die deutschen Eurodrohnen werden voraussichtlich auf dem Luftwaffenstützpunkt Jagel in Schleswig-Holstein stationiert. Hierfür wird der Militärflugplatz für 33 Millionen Euro umfassend umgebaut.
Die Produktion der Luftfahrzeuge ist zwischen den beteiligten Firmen aufgeteilt. Airbus als Hauptauftragnehmer fertigt unter anderem die Rümpfe in Spanien und die Endmontage erfolgt am bayrischen Standort in Manching.

## Nutzer- und Beobachterstaaten
Folgende Anzahl an Systemen werden seitens der Nationen geplant, wobei ein System aus drei Luftfahrzeugen und zwei Bodenstationen besteht (Stand 2021):
 Deutschland
7 Systeme
 Frankreich
4 Systeme
 Italien
5 Systeme
 Spanien
4 Systeme
Folgende Länder haben einen Beobachterstatus im Projekt:
 Japan seit November 2023
 Indien seit Januar 2025

## Technische Daten
| Kenngröße             | Daten                                                                       |
| --------------------- | --------------------------------------------------------------------------- |
| Länge                 | ca. 17 m                                                                    |
| Spannweite            | ca. 30 m                                                                    |
| Höhe                  | ca. 6 m                                                                     |
| Nutzlast              | max. 2.300 kg                                                               |
| max. Startmasse       | ca. 13.000 kg                                                               |
| Höchstgeschwindigkeit | ca. 500 km/h                                                                |
| Flugdauer             | ca. 40 h                                                                    |
| maximale Flughöhe     | 40.000 ft (≈12.200 m)                                                       |
| Triebwerke            | 2 Turboprop-Triebwerke                                                      |
| Außenlaststationen    | 4× unter den Flügeln (davon 2 für Zusatztanks geeignet), 1× unter dem Rumpf |

Die Eurodrohne ist in einem ersten Schritt für die Aufklärung (ISTAR) ausgelegt und kann mit verschiedenen Luft-Boden-Waffen bewaffnet werden. In Zukunft soll die Eurodrohne auch als Seefernaufklärer (MPA), zur U-Boot-Jagd (ASW) und zur Luftraumüberwachung (AWACS) eingesetzt werden können.